# Häagen-Dazs

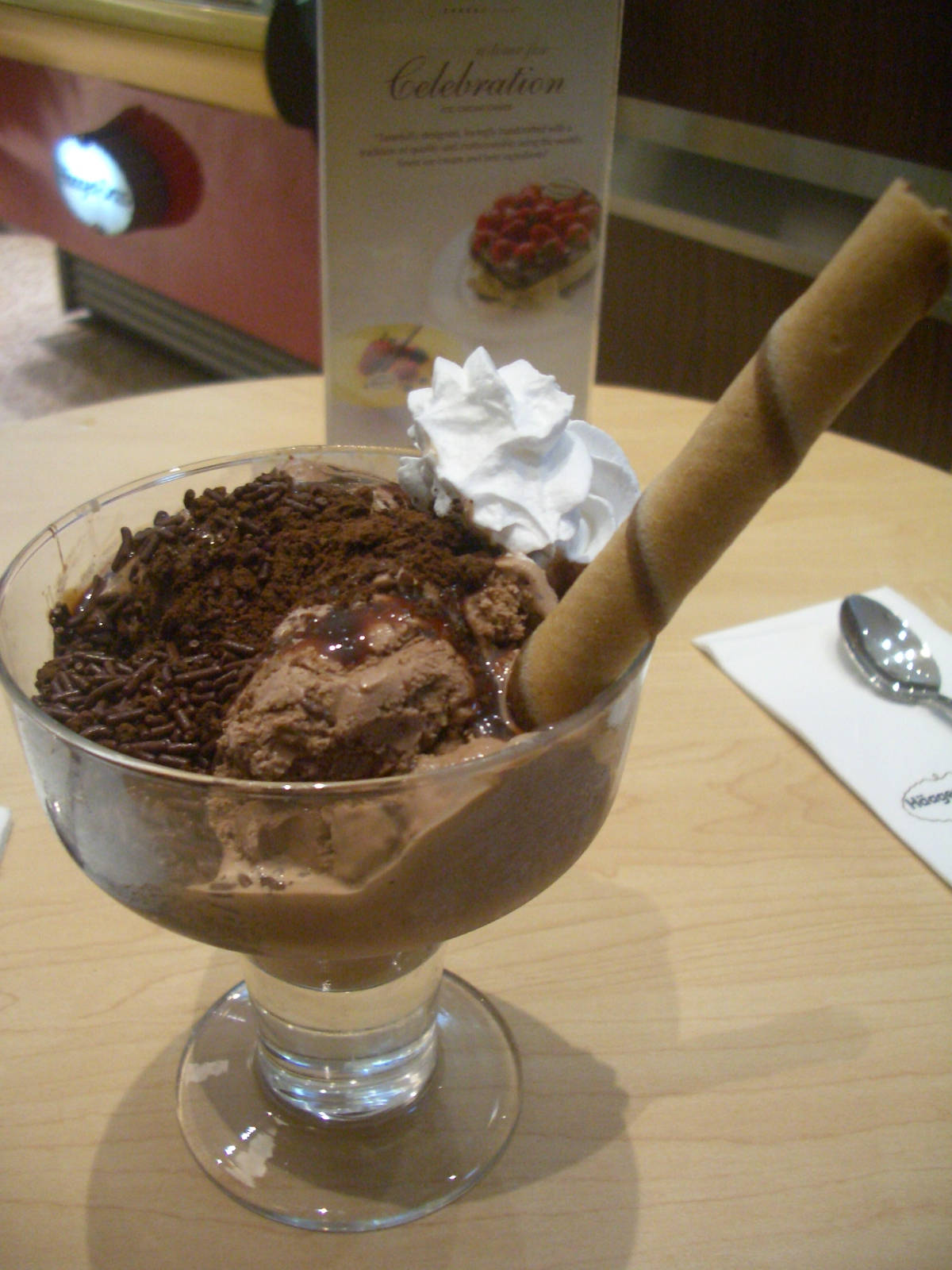

Häagen-Dazs is een Amerikaans ijsmerk, opgericht door Reuben Mattus in New York in 1960. Häagen-Dazs werd in 2017 door het Amerikaanse concern General Mills verkocht aan het multinationale voedingsconglomeraat Nestlé.
Het ijs is in veel verschillende smaken verkrijgbaar en geldt als een A-merk. Het wordt in zowel supermarkten als in speciale ijszaken verkocht.

## Naamgeving
In tegenstelling tot wat veel mensen denken, is de naam niet Europees; het zijn twee bedachte woorden zodat het er voor Amerikanen Europees uitzag. In de reclamewereld is dit bekend onder de naam "foreign branding". Mattus gebruikte op de vroegere labels een afdruk van Denemarken om het Scandinavische thema te benadrukken (ironisch genoeg is geen enkele van de 700 winkels van het bedrijf gelegen in een Scandinavisch land). Mattus was een Europese immigrant, oorspronkelijk afkomstig uit Polen. 
De speelse spelling van de naam bevat spellingsvormen uit verschillende Europese landen. "ä" (een umlaut) wordt gebruikt in het Duits en Zweeds, de dubbele klinkers komen voor in het Fins en Nederlands en de zs komt voor in het Hongaars. Het imago uit Denemarken afkomstig te zijn blijkt uit de merknaam al niet te kloppen: de bovenstaande lettercombinaties zijn namelijk niet mogelijk in het Deens. Geen van deze spellingsvormen wordt gebruikt in de uitspraak van het Amerikaanse product, wat "ah" heeft als eerste klinker, harde g, en een laatste "s"-klank.